# Acokanthera oppositifolia
Acokanthera oppositifolia és una espècie de planta de la família de les apocinàcies que es distribueix des d'Àfrica tropical fins al sud d'Àfrica. És un arbust perenne que es troba a matollars, llocs rocosos, costes fluvials i boscos oberts, associat a monticles de tèrmits.
Posseeix unes fulles dures de color verd fosc. Els raïms són de color blanc rosat, amb les flors dolçament perfumades les quals apareixen a finals d'hivern i primavera, i són seguides per uns grans fruits de color cirera semblants a les baies que són delectades pels ocells. El nom Acokanthera deriva del grec i fa referència a les afilades anteres de les seves flors. El nom de l'epítet específic oppositifolia fa referència a la disposició oposada de les fulles.
Totes les parts d'aquest arbust són verinoses amb la possible excepció dels fruits madurs. És utilitzat com a font d'obtenció de verí per a fletxes i també com a capa per a cobrir els obriülls fets dels afilats fruits del tríbol (Tribulus terrestris). Les tres plantes del gènere Acokanthera contenen glucòsids cardíacs tòxics prou forts per causar la mort. Acokanthera schimperi s'empra per al mateix propòsit.

## Galeria

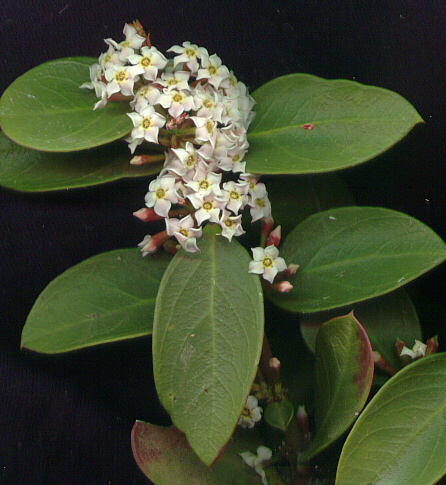
Inflorescència
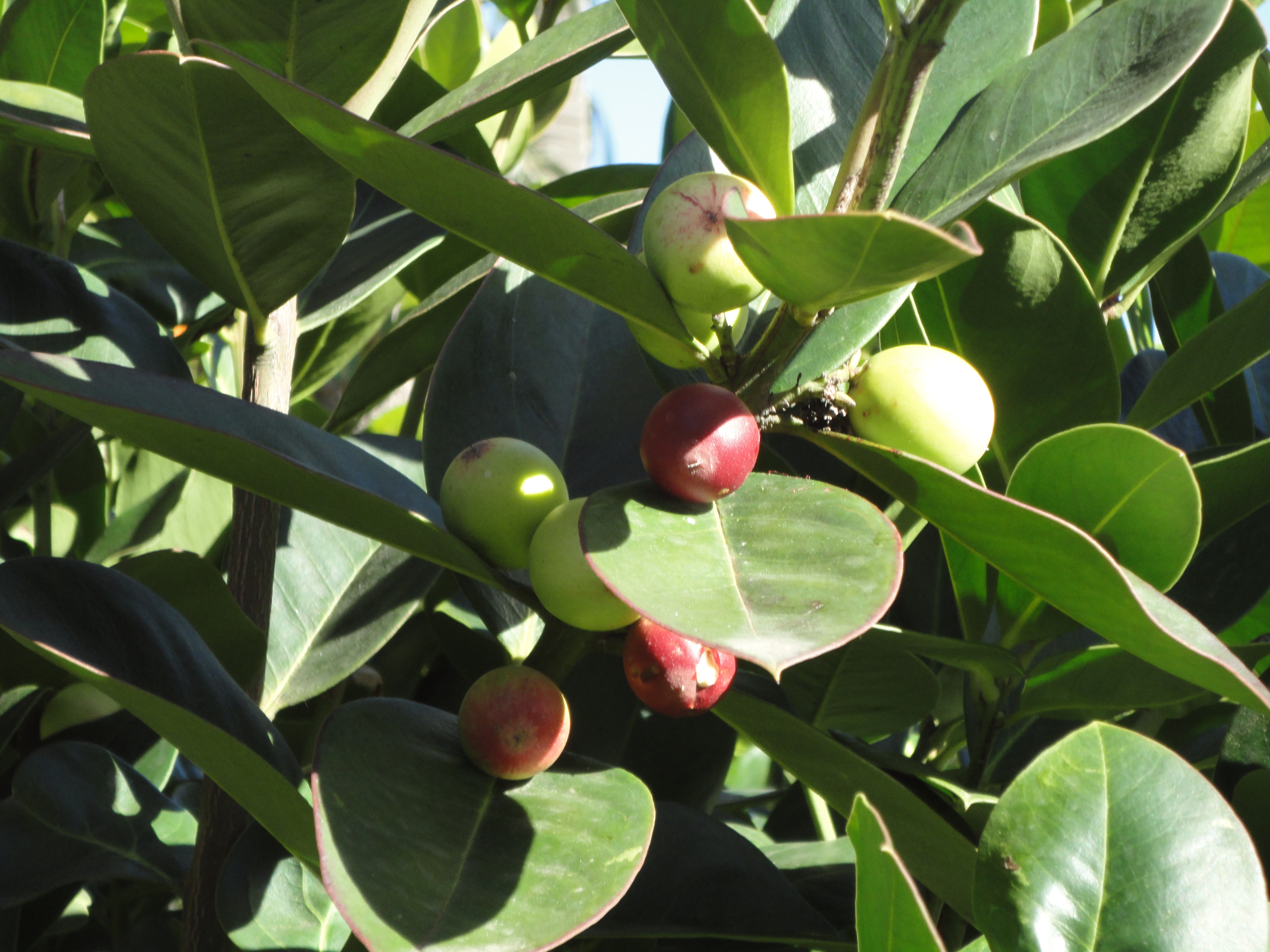
Fruits
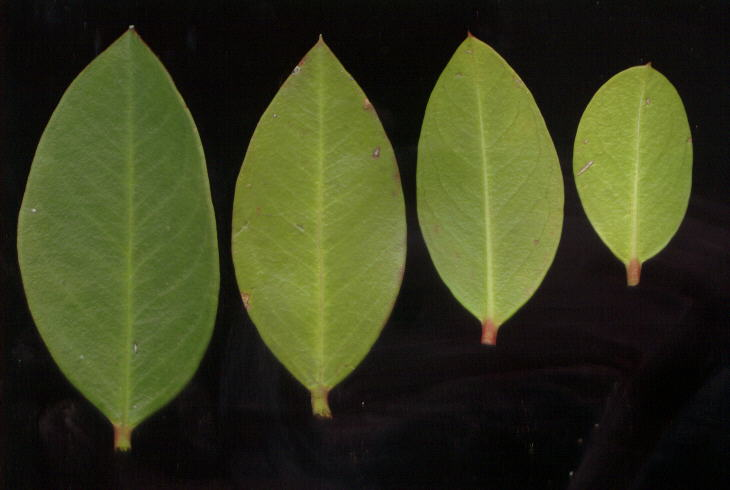
Fulles
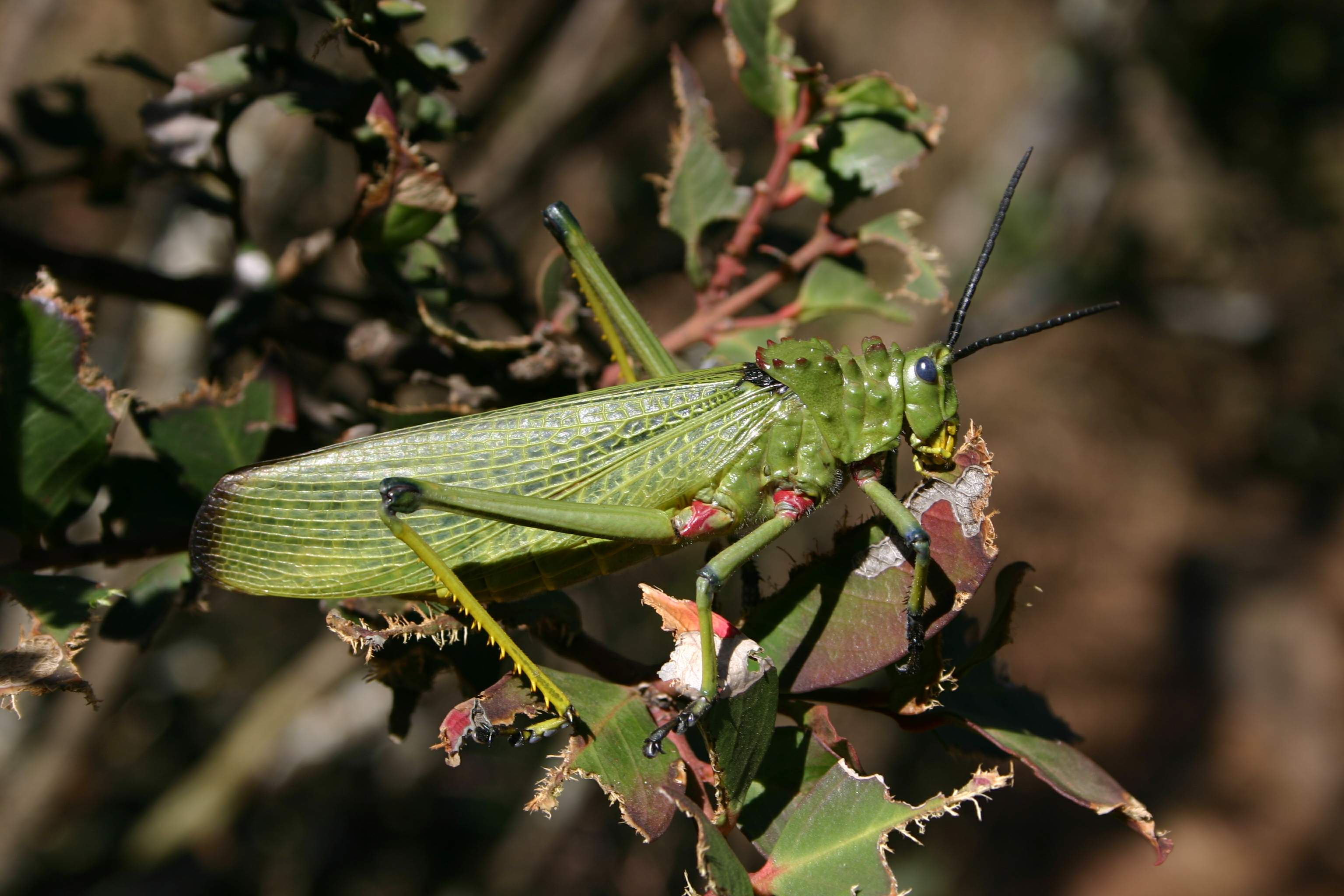
Phymateus viridipes alimentant-se d'Acokanthera oppositifolia al Ruimsig Botanical Garden, Johannesburg, Sud-àfrica